# Swedish Open 1979
Lo Swedish Open 1979 è stato un torneo di tennis giocato sulla terra rossa. È stata la 32ª edizione del torneo, che fa parte della categoria del Colgate-Palmolive Grand Prix 1979. Il torneo si è giocato a Båstad in Svezia dal 16 al 22 luglio 1979.

## Campioni

### Singolare maschile
Björn Borg ha battuto in finale  Balázs Taróczy con il punteggio di 6–1, 7–5.

### Doppio maschile
Heinz Günthardt /  Bob Hewitt hanno battuto in finale  Mark Edmondson /  John Marks con il punteggio di 6–2, 6–2.